# Jagdgeschwader 301

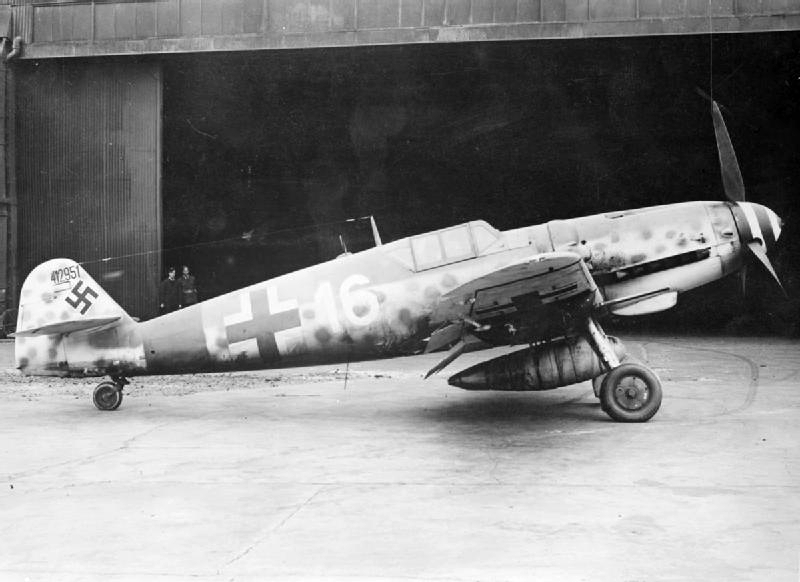
Bf - 109

Jagdgeschwader 301 (zkr.: JG 301) byla eskadra nočních stíhačů Luftwaffe za druhé světové války. Příkaz ke zformování JG 301 byl vydán 26. září 1943, 1. října téhož roku vznikl Stab (štáb) se základnou Neubibergu u Mnichova a jeho součástí byly tři Gruppen (~ skupiny). Každá Gruppe sestávala ze čtyř Staffeln (~ letka). JG 301 byla vyzbrojena stíhačkami Messerschmitt Bf 109G, Focke-Wulf Fw 190 a stala se první jednotkou, jíž byly dodány stíhačky Focke-Wulf Ta 152. Úkolem eskadry JG 301 byla obrana vzdušného prostoru říše před nočními nálety spojeneckých bombardovacích svazů. 30. září 1944 byla II. Gruppe přeřazena k eskadře Jagdgeschwader 302 a získala označení II./Jagdgeschwader 302. Výměnou za to byla k JG 301 převelena I. Gruppe JG 302. 24. listopadu 1944 byla ke IV. Gruppe JG 301 připojena II. Gruppe z Jagdgeschwader 7, tato včleněná část jednotky však byla 19. února 1945 rozpuštěna. Eskadra jako celek zanikla společně s kapitulací Německa 8. května 1945.

## Velitelé eskadry
- Oberstleutnant (~ podplukovník) Helmut Weinreich, říjen 1943 – 19. listopad 1943
- Major Manfred Mössinger, 19. listopad 1943 – září 1944
- Oberstleutnant Fritz Aufhammer, září 1944 – května 1945